# طلتروس تولي
طلتروس تولي (الاسم العلمي: Talitrus toli) هو نوع من المفصليات يتبع جنس الطلتروس من الفصيلة الطلتروسية.